# Advanced Research and Conventional Technology Utilization Spacecraft
ARCTUS (акроним англ. Advanced Research and Conventional Technology Utilization Spacecraft — «Космический корабль для исследований и конвенциональной утилизации нового поколения») — космический корабль, разработанный компанией Astrotech Corporation совместно с Lockheed Martin, United Launch Alliance, CIMARRON и Odyssey Space Research для доставки грузов на Международную космическую станцию (МКС) согласно программе НАСА Commercial Orbital Transportation Services. Предполагается, что ARCTUS будет запущен с помощью ракеты Атлас-5. Его грузовой модуль должен возвращаться на Землю и перехватываться в верхних слоях атмосферы.

## Система ARPO
Автоматизированная система сближения и стыковки (англ. Automated Rendezvous and Proximity Operations System) корабля ARCTUS предназначена для перемещения корабля из зоны нахождения МКС до захвата стыковочного узла станции. После этого ARCTUS с помощью пульта дистанционного манипулятора будет пристыкован к одному из модулей МКС (предположительно, модулю Гармония).
Авионика: основана на апробированной авионике USA-165 и включает бортовой компьютер, системы связи и управления, навигационную систему и соответствующее программное обеспечение. Большая часть авионики будет размещена внутри корабля для обеспечения восстановления и повторного использования.
Полезная нагрузка: размещение полезной нагрузки на корабле ARCTUS осуществляется с учётом 20-летнего опыта НАСА, ЕКА, JAXA, России по доставке коммерческих грузов в космос.
Система жизнеобеспечения и экологического контроля: будет поддерживать параметры (температуру и давления) в требуемых пределах на всех этапах полёта. Система будет использовать опыт компании SPACEHAB, а также МКС, с тем чтобы свести к минимуму подготовку экипажей.